# グレイシア・ポリー
グレイシア・ポリー（Greysia Polii、インドネシア語発音：[ˈgrɛjsi̯a poˈliʔi]、1987年8月11日 - ）は、インドネシアの元バドミントン選手でダブルスを専門としている。
2014年アジア競技大会、2019年東南アジア競技大会、2020年夏季オリンピックで女子ダブルスで金メダルを獲得した。また、2015年、2018年、2019年の世界選手権で3つの銅メダルを獲得した ポリーはBWF評議会と委員会に選手のニーズと意見を代表するために2013年から2017年と2021年から2025年の間BWF Athletes' Commissionに所属している。